# Sigurd Moen
Sigurd Moen, né le 31 octobre 1897 à Krødsherad et décédé le 6 octobre 1967 à Drammen, est un patineur de vitesse norvégien.
Il a remporté la médaille de bronze olympique lors des Jeux olympiques d'hiver de 1924 à Chamonix en France dans l'épreuve du 1 500 m.

## Palmarès

### Jeux olympiques
- Médaillé de bronze sur 1 500 m aux Jeux olympiques d'hiver de 1924 à Chamonix ( France)